# إدجار أبرسون
إدجار أبيرسون (Edgar Apperson) (أكتوبر 1870 - 12 مايو 1959م)، كان مهندس ومالك مصنع سيارات أمريكي كان هو، إلى جانب شقيقه إلمر، أول من إبتكر إحدى العربات الأولى التي لا تحمل الخيول في العالم، وكان إدجار أول من قام بتركيب المحامل المضادة للإحتكاك ومحرك البنزين الأسطوانة المعاكس وأول من قام بتصميم الكربوراتور بصمامات إبريه ومنشئ نظام الإشعال المزدوج في عام 1904.

## الحياه المهنية
وُلِدَ في 3 أكتوبر 1870 في مقاطعة هوارد، إنديانا، ابن إلبرت وآن أبرسون. بدأ العمل في الهندسة والميكانيكا أثناء التحاقه بالمدرسة الثانوية، بدأ بالتدرب في ورشة الآلات الخاصة بشقيقه، كما صنع الدراجات الثابتة في متجره الخاص. تزوج إدغار من زوجته، لورا بينتيكوست، في 12 أبريل 1892. في عام 1889، أسس إدغار وشقيقه الأكبر إلمر شركة ريفرسايد ماشين ووركس التي صنعت الدراجات والآلات الزراعية. في سن ال 24، وضعوا، جنبا إلى جنب مع إلوود هاينز، محركًا بحريًا يعمل بالبنزين على العربات التي تجرها الدواب وأنشأوا واحده من أولى «العربات التي تجرها الخيول» في العالم. في ذلك الوقت، كان إدغار يعمل في شركة للغاز الطبيعي وقدم خططًا منزلية لعربات التي تجرها الدواب بمحرك يعمل بالبنزين. في 4 يوليو 1894، قاد اختبار إدجار السيارة من كوكومو إلىمدينة نيويورك لأول مرة، والتي كانت السرعة القصوى لها ثمانية أميال في الساعة، وبعد التأكد من أنها ستكون قادرة على بيع هذه السيارات للجمهور، تم إنشاء شركة هاينز أبرسون في السنة الأولى، باعت الشركة الصغيرة ما يقرب من عشرة سيارات، وفي عام 1898، تعاون الأخوان مع إلوود هاينز ولكن سرعان ما تم حل هذه الشراكة. في العام التالي، قاد كلاهما السيارة لمسافة 750 ميلًا إلي بروكلين، نيويورك إلى أحد العملاء، الدكتور آشلي إيه ويبر، استغرقت الرحلة 21 يومًا، كانت 10 أيام منها تتألف بالكامل من القيادة. ومن المفارقات، رغم ذلك، أنهم لم يواجهوا أي مشكلة في المحرك ولم يشهدوا سوى إطار واحد مسطح، ولم يستطع أشلي ويبر التنقل بالماكينة وإعادتها لاحقًا. كما قام إدجار بتسليم سيارة إلى صهر كورنيليوس فاندربيلت في ساراتوجا سبيرنجز، نيويورك، وحتى علم صهرها كيفية القيادة. قال أبيرسون عن التجربة، «كل يوم كنت أعلَمه أن يقود سيارته، لكنه كان بطيئًا. بمجرد أن قاد السيارة إلى مكانها في منزل العربة، وداس على دواسة الوقود، صاح» قف! «مررت بالجدار الخلفي. عندما غادرت أعطى بطاقة ذهبية لمدة عشرين عامًا، بما في ذلك رسوم بولمان، من أجل نفسي وعائلتي على نظام نيويورك المركزي».
في عام 1901، قرر الأخوان أبرسون التحرك في اتجاه جديد وأنشأوا شركتهم الخاصة، شركه أبرسون للسيارات  في عام 1902، كان الإخوة يبيعون سيارة ذات أسطوانتين و 2500 رطل بسعر 3500 دولار، أغلى سيارة في ذلك الوقت، حتى العام التالي، عندما أنتجوا سيارة ليموزين سعة 50 حصانًا بسعر بيع قدره 7500 دولار. كلتا السيارتين كانتا مدفوعة بالسلسلة وكان لها أربع أسطوانات وهيكل خشبي مدرع كان أنجح طراز هو سيارات «جاك رابت»، التي تم تطويرها في عام 1908.
شارك أبرسون أيضًا في شارلز رايدر سبيدواي، وفي أول سباق له، فاز بثالث سباق من الأميال بطرازه السريع البالغ ارتفاعه 30 ميلًا في الساعة على المسارين. تم استخدام المسار بشكل أساسي للدراجات وقال أبرسون عن السباق: «لم نذهب بسرعة، لكننا أحدثنا الكثير من الضوضاء». كما شارك لاحقًا في سباق طوله 100 ميل بدون توقف، مستخدماً خمسة جالونات من الوقود وتغطي 100 ميل، خلال يوم ممطر وموحل في لونغ آيلاند، نيويورك في عام 1901، وفاز بشريط أزرق.
في نفس العام، شارك في معرض عموم أمريكا في نيويورك ولكنه توقف قبل النهاية المقررة بسبب محاولة الرئيس ويليام ماكينلي اغتياله.في النهاية، بعد تقاعده، واصل قيادة سياراته حول كوكومو حتى عام 1915، ولعرض جودة سيارات أبرسون أثناء زيارته صالة عرض، كان يضع سجادة فارسية على الأرض وركض المحرك لعدة أيام ولم يلمس قطرة الزيت السجاد. في كتالوج 1914، قال أبيرسون عن جودة سياراته «كان لدي أنا وأخي فكرة مركزية مهيمنة - صنع سيارات كانت مثالية ميكانيكياً»، وسعى أبرسون جاهدين لتحقيق الكمال على الرغم من نقص التكنولوجيا في ذلك الوقت. ذات مرة كان يقود سيارته خمسة أميال في الساعة في سولت ليك سيتي بولاية يوتا عندما تم تغريمه 10 دولارات بسبب السرعة وقال إنه «كان إعلانًا جيدًا». في عام 1916، أثناء زيارته لصديق الطفولة في فينيكس، أريزونا، اشترى بعض الممتلكات للتقاعد.
ومع ذلك، عندما أُصيب شقيقه إلمر بالسكتة الدماغية في عام 1917، سيطر بشكل أكبر على الشركة وأصبح المدير العام. وقد نال أخيه علي جائزة من نادي الصحافة في الهند بعد تكريم إنجازهما في بناء أول سيارة أمريكية ناجحة تجاريًا". في عام 1918، بدأ إدجار أبرسون في صنع نموذج جديد للذكرى الخامسة والعشرين للشركة، وهي سيارة ستصبح الآن مزودة بحزام وبكرة من نوع V وبنقل ذراع أعلى عجلة القيادة بدلاً من لوح الأرضية. مع وفاة إلمر في عام 1920 في سباق السيارات في لوس أنجلوس، تم تعيين إدجار رئيسًا للشركة ثم أصبحت الشركة في نهاية المطاف مضطربة في عام 1922 لرئيس جديد، دون سي. مكورد، الذي سيزيل اسم "أبرسون" من الشركة وسيؤدي إدار أبرسون إلى التقاعد من الشركة بعد عام. ستفلس شركته بعد ذلك بعام في يوليو 1926 بينما أراد أصحاب الشركة الجدد زيادة الإنتاج. تقاعد أبرسون في ولاية ويسكونسن حتى عاد إلى فينيكس بولاية أريزونا حيث كان يستثمر في أراضي مزرعة سولت ريفر فالي حتى وفاته في عام 1959. 
في الثلاثينات من القرن الماضي، تم عرض نموذج خام لسيارة الأخوان أبرسون في معهد سميثسونيان في واشنطن العاصمة.